# Hazdayi Penso
Hazdayi Penso (* 8. März 1914 in Çanakkale; † 28. September 1986) war ein türkischer Basketballspieler.

## Karriere
Penso spielte im Jahr 1936 für Barkhoba. Unter Spielertrainer Rupen Semerciyan nahm er mit der türkischen Nationalmannschaft und seinen Teamkollegen Şeref Alemdar, Hayri Arsebük, Nihat Ertuğ, Jak Habib, Naili Moran, Kamil Ocak, Dionis Sakalak und Sadri Usuoğlu am olympischen Basketballturnier 1936 auf dem Berliner Reichssportfeld teil. Nach Niederlagen gegen die Nationalmannschaften aus Chile (16:30) und Ägypten (23:33) belegten die Türken den geteilten 19. und letzten Platz des Wettbewerbs.